# Tsimshian
Els tsimshian són una tribu chimnesyan (grup na-dené), segons terminologia de John Wesley Powell, el nom de la qual volia dir "gent del riu Skeena" i que es dividia en tres tribus: Niska (dividida en els grups Kithatch o Gitrhatin, Kitgigenik o Gitwinksilk, Kitwinshilk i Kitanwilksh), Gitsan, Gyttkshan o Kitsan, i Coast Tsimshian. Ocupava Mainland i les illes als voltants dels rius Skeena i Milbanke Sound, entre Colúmbia Britànica i Alaska. Els Niska vivien als marges del Nass, els Tsimshian al baix Skeena i a New Metlakatla (Annette Island, Alaska) i els Kitsan a l'alt Skeena. Llur territori té uns 20.000 km².

## Demografia i divisió interna
El 1910 eren uns 2.100 individus, augmentaren a 7.000 el 1962, d'ells uns 800 a Alaska, i el 1992 hi havia uns 15.000: 5.000 niska (dels quals 2.500 parlaven la llengua materna) uns 5.000 kitsan i 1.500 tsimshian a Alaska i uns 1.435 parlants a la Colúmbia Britànica. El 2000 hi havia 21.818 indis.

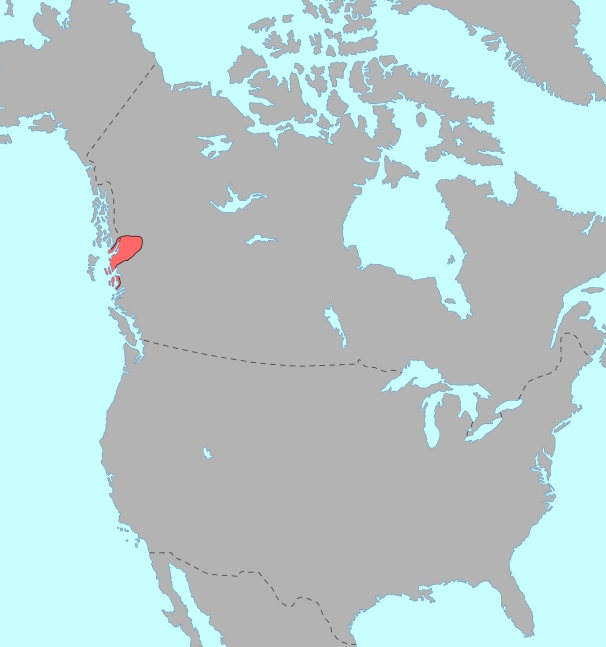
Tsimshianic

Segons el cens dels Estats Units del 2000, hi havia 2.177 tsimshian purs, 388 barrejats amb altres tribus, 663 barrejats amb altres races i 132 amb altres races i altres tribus. En total, 3.360 individus. Segons el cens del Canadà del 2000, hi havia 18.414 individus, i es dividien en els consells tribals:
- GITKSAN-WET'SUWET'EN, que comprèn les reserves Gitanmaax (2.004 h), Gitanyow (696 h), Gitwangak (1.045 h), Glen Vowell (358 h) i Kispiox (1.338 h). En total, 5.441 individus.
- OWEEKENO-KITASOO-NUXALK (Tsimshian), que comprèn les reserves Kitasoo (501 h), i fora del consell les de Kitkala (1.638 h), Kitsela (492 h), Kitsumkalum (633 h), Lax-kw'alaams (2.917 h), Metlakatla (715 h), Hartley Bay (653 h). En total, 7.549 individus
- NISGA’A NATION, que comprèn les reserves Gitlakdamix (1.696 h), Gingolx (1.842 h), Gitwinksihlkw (358 h), Laxgalt'sap (1.532 h). En total, 5.428 individus.

## Costums
Es dedicaven a la pesca i a la cacera. Pescaven salmó i eulaixó, molt valorat pel seu oli, amb el qual preparaven un menjar molt apreciat per les tribus de la zona. A l'hivern vivien en grans cases de fusta sovint pintades i esculpides. Els niska i els costaners es dividien en quatre clans (corb, àliga, llop i Gispuwudwada "balena assassina d'os"), i els kitsan en tres. També se sotdividien en nissagues, amb descendència per línia materna. Cada nissaga tenia la seva pròpia zona de cacera i de pesca, camps de baies, casa o cases, crestes heràldiques amb les proeses de la família i els seus propis cabdills. Generalment hi havia independència social i unitat de cerimònies. Els grups locals es componien de diverses nissagues, cadascuna amb un relatiu rangle sobre les altres, i el cap de clan de més rangle era reconegut com a cap de la tribu.
Són força coneguts per llur art, escultura i pintura dels pals totèmics fets de planxes de cedre, similars a les de les tribus de la cultura del Nord-oest (tlingit, haida, nootka i kwakiutl). Com totes elles, també celebraven el potlacht quan nomenaven un cabdill, celebraven la construcció d'una casa o un pal totèmic o concedien nous privilegis. Endemés, sembla que practicaren antigament el canibalisme ritual.
La seva religió era força personal, creien en forces de la natura que donaven poder a l'home per guarir els problemes si es portava bé, i que cada home tenia un esperit guardià. Apreciaven als bessons com a xamans, que podien curar i eren poderosos. També tenien societats secretes.

## Idioma
La seva llengua es caracteritzava per la profunda separació dels verbs transitius i intransitius, per les formes gramaticals diferents si l'objecte era present o absent i per la formació del plural a base d'una altra arrel. Endemés, tenien set classes de numeració:
- Si no refereix a cap objecte determinat
- Si es numera animals i coses planes
- Per a divisions de temps i coses rodones
- Per a éssers humans
- Per a coses llargues
- Per a canoes
- Per a mesures

## Història
Es van mantenir aïllats dels europeus fins al 1862, malgrat que entre el 1700 i el 1800 hi arribaren algunes expedicions angleses, espanyoles, franceses o russes. Fins i tot la Companyia de la Badia de Hudson hi fundà al seu territori els establiments de Fort Simpson el 1831 i Fort Essington el 1835. El 1862 s'hi establiria la missió anglicana de Metlaketla dirigida per William Duncan (1833-1918), arribat al territori el 1857. Però en constituir-se el Territori de la Colúmbia Britànica es va construir la Grand Trunk Pacific Railway a Prince Rupert i es va trobar or a Klondike (Alaska), cosa que va portar al territori molts colons blancs. Per això el 1887 uns 823 tsimshian s'establiren a Metlakatla (Alaska).
En literatura cal destacar el contador d'històries Robert Frederiksen (Ravenspeaker).